# آووکادوی کاملا سرخ‌شده

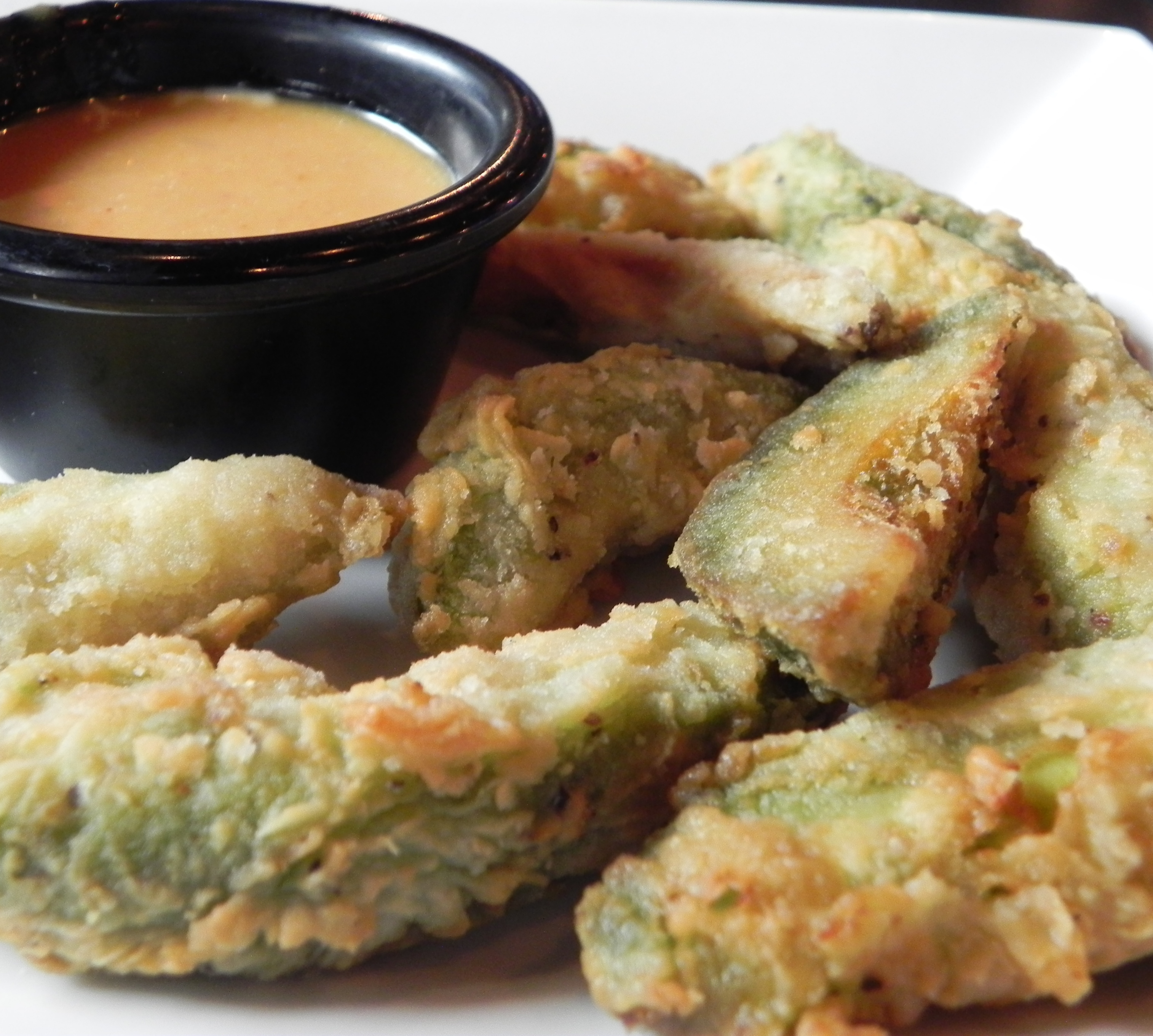
آووکادوی کاملاً سرخ‌شده

آووکادوی کاملاً سرخ‌شده (انگلیسی: Deep-fried avocado) یک نوع خوراک است که آووکادو با آرد سوخاری و خمیرابه و سپس روغن‌پزی عمیق بر روی آن انجام می‌شود. 